# Ласка (Боратин)
Футбольний клуб «Ласка» Боратин — український аматорський футбольний клуб із села Боратин Луцького району Волинської області, заснований у 2009 році. Виступає у Чемпіонаті та Кубку Волинської області. Домашні матчі приймає на Центральному стадіоні.

## Досягнення
- Чемпіонат Волинської області
  - Чемпіон: 2014
  - Срібний призер: 2015, 2016, 2017, 2018
  - Бронзовий призер: 2013, 2019
- Кубок Волинської області
  - Фіналіст: 2013, 2014, 2018
- Суперкубок Волинської області
  - Володар: 2015.